# 驟雨 (映画)
『驟雨』（しゅうう）は、1956年（昭和31年）に公開された成瀬巳喜男監督による日本映画。

## 概要

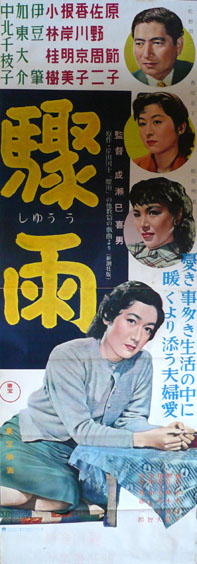
ポスター

岸田国士の戯曲『驟雨』を始め『紙風船』、『ぶらんこ』、『屋上の庭園』、『隣の花』、『犬は鎖につなぐべからず』、『かんしゃく玉』等に材をとり、前年の日本映画史に残る傑作『浮雲』を手掛けた水木洋子が脚本を執筆した。
1951年（昭和26年）の『めし』、1954年（昭和29年）の『山の音』に続き原節子を主演に迎え、再び「倦怠期の夫婦」というテーマに挑んだ作品で、夫役には佐野周二が選ばれている。
この時期の成瀬は上質の良作を量産している円熟期で、小田急線梅ヶ丘駅付近の新興住宅地を舞台とした、経済的・肉体的に危機にあるサラリーマン夫婦の日常生活をリアルに描く手腕が、存分に発揮されている。また、些細な夫婦喧嘩が執拗なほど徹底的に描かれ、誰しも一度は口にするようなごく自然な言葉が放たれている。さらには、新興住宅地ならではの人間味のない町内会の情景なども丁寧に描写され、リアリティーとユーモア溢れる会話には水木の脚本の貢献が大きい。
主演の原節子にとっては前二作同様の「等身大の主婦」を演じており、ここでも小津映画とは違った光彩を放っている。ただし『めし』と重複する印象が強かったのか、同時期の成瀬作品が絶好調だったためか、この作品の興行成績はさほどふるわなかったという。とは言えシリアスな夫婦の危機を描きつつも、驟雨（にわか雨）のように通り過ぎ結局「犬も食わない」能天気な結末は他の成瀬作品と比べてもユーモラスである。

## あらすじ
並木亮太郎と文子の夫婦は結婚後4年、既に倦怠期を迎えていた。日曜の朝から些細なことで喧嘩が始まってしまい、亮太郎は家を出て行ってしまう。その夕方、新婚旅行に出たはずの姪のあや子が家へやってきて……。

## キャスト
- 並木 亮太郎：佐野周二
- 並木 文子：原節子
- あや子：香川京子
- 今里 念吉：小林桂樹
- 今里 雛子：根岸明美
- 部長：恩田清二郎
- そばや：鈴木豊明
- 川上：加東大介
- 三輪：伊豆肇
- 三輪 高子：塩沢登代路
- 幼稚園長：長岡輝子

## スタッフ
- 監督：成瀬巳喜男
- 製作：藤本真澄、掛下慶吉
- 原作：岸田国士
- 脚本：水木洋子
- 音楽：斎藤一郎
- 撮影：玉井正夫
- 美術：中古智
- 録音：藤好昌生
- 照明：石井長四郎
- 編集：大井英史
- チーフ助監督：広沢栄

## 同時上映
『花嫁会議』
- 脚本：椿澄夫、梅田晴夫／監督：青柳信雄／主演：池部良